# Marie-Anne de Teschen
Marie Anne Isabelle Épiphanie Eugénie Gabrielle de Habsbourg-Lorraine, princesse impériale et archiduchesse d'Autriche, princesse de Teschen , par mariage, « princesse de Parme », est née le 6 janvier 1882 à Linz, en Autriche, et est décédée le 25 février 1940 à Lausanne, en Suisse. 
Elle est à partir de 1903 l'épouse d'Élie de Bourbon, « prince de Parme », qui sera de facto à la tête de la maison de Bourbon-Parme à partir de 1907, en tant que tuteur de ses deux frères aînés, les « ducs de Parme » Henri et Joseph de Bourbon.

## Famille
La princesse impériale Marie-Anne est l'une des nombreuses filles du prince impérial et archiduc Frédéric d'Autriche (1856-1936), prince de Teschen, généralissime de l'armée impériale et royale et de son épouse la princesse Isabelle de Croÿ (1856-1931), princesse pro-allemande, qui aurait voulu marier l'une d'elles à l'archiduc héritier François-Ferdinand.
Le 25 mai 1903, Marie-Anne de Teschen épouse, à Vienne, Élie de Bourbon (1880-1959), « prince de Parme », futur chef de la maison de Bourbon-Parme.
De cette union, naissent huit enfants, qui portent le titre de courtoisie de « prince » ou « princesse de Parme » :
- Élisabeth de Bourbon (1904-1983), qui meurt célibataire ;
- Charles Louis de Bourbon (1905-1912), qui meurt de poliomyélite ;
- Marie-Françoise de Bourbon (1906-1994), qui meurt célibataire ;
- Robert de Bourbon (1909-1974), « duc de Parme et de Plaisance » (« Robert II »), qui meurt célibataire ;
- François Alphonse de Bourbon (1913-1939), qui meurt célibataire ;
- Jeanne Isabelle de Bourbon (1916-1949), qui meurt célibataire après avoir été tuée d'un coup de feu tiré accidentellement ;
- Alice Marie de Bourbon (1917-2017), qui épouse en 1936 l'infant Alphonse de Bourbon-Siciles (1901-1964), « duc de Calabre » ;
- Marie-Christine de Bourbon (1925-2009), qui meurt célibataire[2].